# Кренаи
Кренаи  — в древнегреческой мифологии нимфы фонтанов и колодцев. Как лимнады и другие связанные с пресной водой нимфы, относились к наядам. Близки пегеям — нимфам источников и родников.
Хотя фонтаны и колодцы создаются человеком, а нимфа — олицетворение природы, для заботы о колодцах древние греки выделили своих нимф. Это говорит об особой роли этих сооружений. Они служили основным источником пресной воды. Использовалась также вода из родников и дождевая, но колодцы в условиях довольно сухого средиземноморского климата были необходимы. Создание их было доведено до уровня искусства. Важным знанием была задача выбора правильного места для колодца. Колодцы могли достигать глубины в десятки метров.
Фонтаны также служили для водоснабжения, уже во вторую очередь становясь украшением. Большой общественный фонтан сопровождался нимфеумом.
Кренаи изображались обычно у фонтанов, подобно средневековым ундинам. Примером могут служить Аппиады в Риме.

## Некоторые известные нимфы фонтанов и колодцев
Аппиады упоминаются Овидием. Представляли собой статуи нимф вокруг фонтана в Риме.  Фонтан располагался в  форуме Цезаря, в центре храма, посвященного Венере.
Миртоесса — одна из нимф, заботившихся о младенце Зевсе. Её изображение найдено в Мегалополе.
Ситниды — нимфы фонтана в Мегарах.